# توريمادجوري
توريمادجوري (بالإيطالية: Torremaggiore)‏ هي بلدية في مقاطعة فودجا في إقليم بوليا الإيطالي.

## السكان
في سنة 1861 بلغ عدد السكان 6٬707 نسمة، وتطور العدد ليصل في سنة 2011 لـ 17٬365 نسمة.
يظهر هذا المخطط البياني تطور النمو السكاني لـ توريمادجوري

## توأمة
لتوريمادجوري اتفاقيات توأمة مع كل من:
- كانوسا دي بوليا
- فيلافاليتو
- بوفالو

## أعلام
- دومينيكو دي سيمون